# Прапор Ґуна-Яла

Прапор Ґуна-Яла

Пам'ятний прапор повстання Куна

Прапор 1942 року

Прапор Ґуна-Яла - прапор панамської комарки Ґуна-Яла. Жовтий з червоною горизонтальною смугою вгорі та зеленою горизонтальною смугою внизу, а посередині — два перехрещені рукави з луком і стрілами, з вісьмома чорними зірками у формі дуги.
Пам'ятний прапор повстання Куна жовтий з помаранчевою горизонтальною смугою вгорі та внизу та чорною свастикою в центрі. Це символ панамського індіанського регіону (комарка) Ґуна-Яла, який має статус провінції. Прапор також є символом індіанців племені Куна, як у комарці, так і в сусідніх провінціях.

## Історія
Історія прапора сягає корінням у 1925 рік, коли куна підняли повстання та 12 лютого проголосили власну державу (República de Tule), яка розпалася 4 березня. У 1938 році була заснована Ґуна-Яла («Куналенд» або «Кунаберг»). Прапор, який використовувався рухом Куна, був схожий на прапор Іспанії з широкою горизонтальною жовтою смугою між двома вужчими червоними смугами. На жовтій смузі була розміщена свастика в дзеркальному відображенні, стародавній символ куни.
У 1942 році до зворотної свастики було додано червоне кільце як посилання на традиційну прикрасу, яку жінки прикріплюють до носа. Це було зроблено тому, що на німецькому прапорі того часу містилася свастика, і люди хотіли дистанціюватися від неї; зрештою, німкені не носили селек у носі. Пізніше кільце зникло, а червоне було замінено темно-помаранчевим.

Сучасний прапор був прийнятий 31 жовтня 2010 року. Відтепер прапор із зворотною свастикою використовуватимуть лише під час вшанування пам’яті повстання Куна 1925 року.